# خالد بشير
خالد بشير (بالإنجليزية: Khalid Bashir) هو لاعب هوكي الحقل باكستاني، ولد في 1968.

## وصلات خارجية
- خالد بشير على موقع أوليمبيديا (الإنجليزية)